# Oncocnemis asema
Oncocnemis asema là một loài bướm đêm trong họ Noctuidae.